# حنان النجادة
حنان طاهر أحمد النجادة (ولدت في 3 يناير 1984 في الكويت) هي خبيرة مكياج كويتية، أشتهرت على مواقع التواصل الإجتماعي بتحويل نفسها إلى شخصيات مشهورة بواسطة المكياج الذي تضعه على وجهها أو على وجه عارضة. وقامت بوضع المكياج للعديد من الفنانات العربيات مثل أنغام وأصالة نصري ونادين نجيم، وغيرهن من نجمات الفن في الوطن العربي. وتمتلك حنان أكثر من مليون ونصف متابع على الإنستغرام.

## الدراسة
درست في المعهد العالي للفنون الموسيقية بتخصص (أصوات)

## التاريخ المهني
ابتدأت في عالم المكياج منذ عام 2006 حيث انطلقت من مواقع التواصل الاجتماعي واليوتيوب فقد كانت موهبتها الأساسية هي الرسم ومنها تحول الاهتمام إلى المكياج، فقد طورت موهبتها وكان لها اللمسة الخاصة في المكياج قامت بعديد من الدورات التدريبة في عدة دول عن كيفية اتقان خطوات المكياج للمبتدئين والاحترافين على حد سواء اشتركت بالعديد من مسابقات المكياج التابعة لعدة شركات عالمية في إنتاج مستحضرات التجميل وكانت حكماً بها، وتقوم بعمل الفيديوهات التعليمية في قناة اليوتيوب والعديد من مواقع التواصل الاجتماعي.

### تحويل ملامحها وتقليد المشاهير
إستطاعت حنان النجادة أن تصنع لها بصمة خاصة في عالم الجمال، فهي من بين خبيرات المكياج في الخليج اللاتي نجحن في استنساخ العديد من وجوه المشاهير من خلال المكياج فقط، وتجيد حنان فن التقليد ليس فقط بالمكياج، وإنما بالأصوات أيضاً، إذ نشرت عبر حسابها الشخصي في السناب شات مقاطع فيديو تقلد فيها عدد من الفنانات العرب. وصرحت بأنها كانت تمارس التقليد منذ أيام دراستها في المعهد وأنها ترى التقليد ليس عيباً.
وقد لقي هذا الفيديو استحسان الجمهور ووصفوها بالمبدعة وطلبوا منها تقليد المزيد من الشخصيات، كما تم تداوله بين الجمهور بصورة كبيرة. وقلدت حنان عدد من المشاهير كالنجم الراحل مايكل جاكسون والنجمة أنجلينا جولي والمذيع حمد العلي.